# Maurice Hankey, 1. Baron Hankey

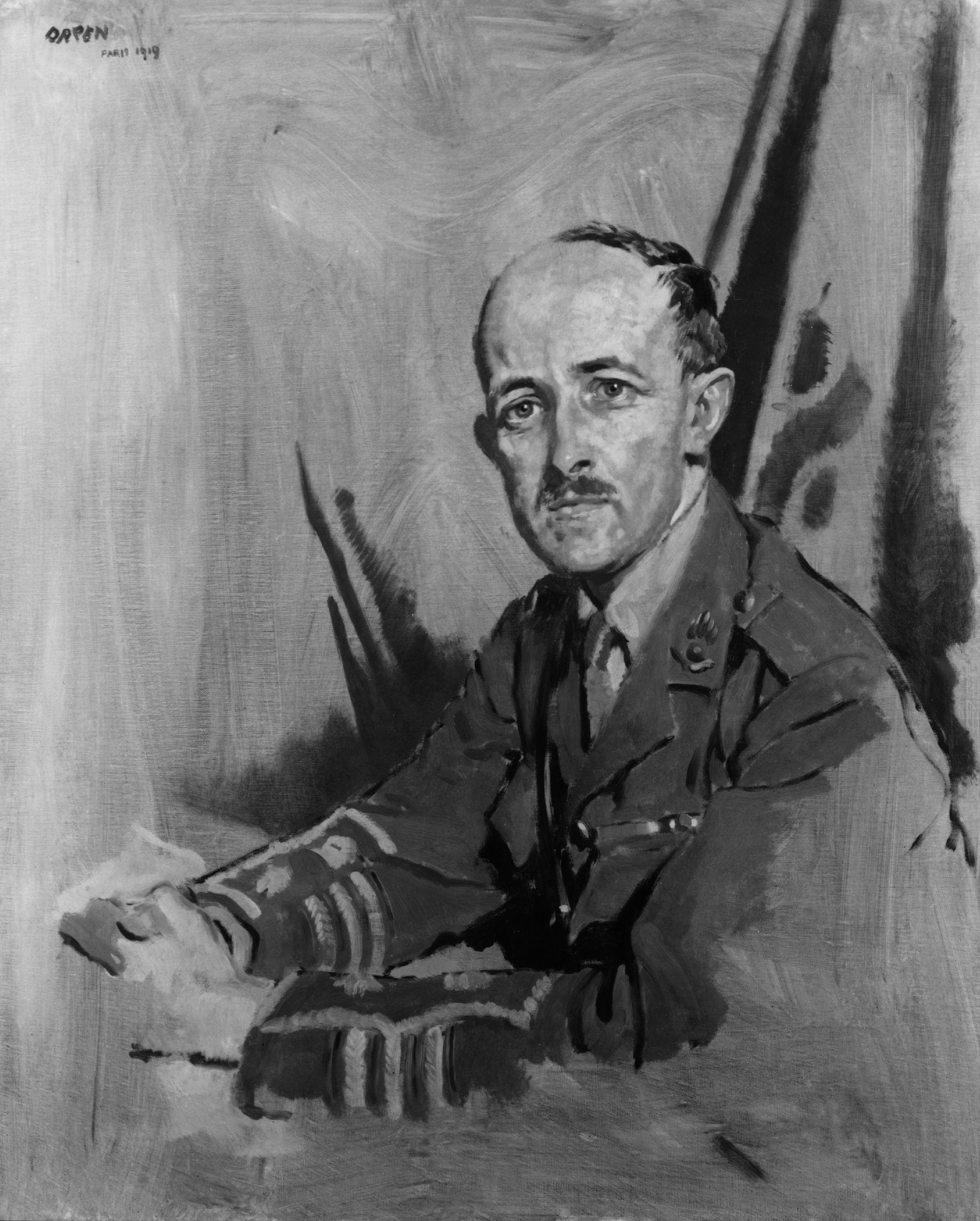
Maurice Hankey, William Orpen, 1919

Maurice Pascal Alers Hankey, 1. Baron Hankey, GCB, GCMG, GCVO, PC (* 1. April 1877 in Biarritz; † 26. Januar 1963 in London) war ein britischer Staatsbediensteter, der unter anderem als Sekretär des Nationalen Verteidigungsrates (Committee of Imperial Defence) fungierte und neben Ernest Swinton als einer der Erfinder der Panzerwaffe gilt.

## Biografie

### Frühe Jahre
Hankey wurde in einem Internat in Rugby (Rugby College) erzogen. Als junger Mann trat er in die Royal Navy ein und durchlief die Offizierslaufbahn. 1895–1901 diente er als Offizier der Royal Marine Artillery und erreichte den Rang eines Captain. 1902 wurde er vom Marinegeheimdienst rekrutiert. Auf Vorschlag eines Vorgesetzten wurde er 1908 mit dem Amt des Marinesekretärs im Nationalen Verteidigungsrat betraut, zu dessen Sekretär er 1912 befördert wurde. Diese Funktion übte er bis 1938 aus.

### Erster Weltkrieg

#### Panzerentwicklung
Im November 1914, als sich das endgültige Erstarren des Krieges der Alliierten und der Mittelmächte auf dem europäischen Festland, von welchem man zuvor angenommen hatte, er würde binnen wenigen Wochen zugunsten einer der beiden Seiten entschieden sein und eine Rückkehr zur Diplomatie unausweichlich machen, zu einem Stellungskrieg abzeichnete, wurde Hankey zusätzlich zum Sekretär des Kriegsrates ernannt, dessen dauerhafte Institutionalisierung nun unverzichtbar wurde. Aufgrund der Lage auf dem europäischen Kriegsschauplatz gelangten Hankey und sein Freund Colonel Ernest Swinton zu der Überzeugung, dass es notwendig sei, ein gepanzertes Fahrzeug zu entwickeln, um der militärischen Neuerung des Maschinengewehrs entgegenzuwirken. Das Maschinengewehr als Waffe befestigte bei dem damaligen Stand der Technik die absolute Überlegenheit der Defensive über die Offensive und bewirkte somit eine entdynamisierte Zementierung der Fronten und gab dem Krieg als Ereignis den Charakter eines langwierigen gegenseitigen Zermürbens bei horrenden menschlichen und materiellen Verlusten. Nachdem Swintons Vorschläge von General John French, dem Oberkommandierenden der britischen Streitkräfte in Frankreich und seinen wissenschaftlichen Beratern abgelehnt worden waren, trug Hankey sie dem damaligen Marineminister Winston Churchill zu, der die Idee eines „Land-Schlachtschiffes“ nach dem Vorbild der als Dreadnought bezeichneten englischen Großkampfschiffe begeistert aufgriff. Das Ergebnis der von Churchill protegierten Bemühungen war die Entwicklung der später als Tanks bezeichneten Kampffahrzeuge, der ersten Panzerwagen. Den Tanks kam schließlich – nach verschiedenen unklugen Verwendungen (unter anderem bei der Somme-Offensive), welche viele alliierten Entscheidungsträger an ihrem militärischen Wert zweifeln ließen – eine maßgebliche Rolle bei der kriegsentscheidenden Sommeroffensive der Alliierten 1918 zu. Heute gelten die Tanks vielen Historikern als die siegesbegründende Innovation der Alliierten.

#### Sekretär
Im Dezember 1916 ernannte der neu amtierende Premierminister David Lloyd George Hankey zum Sekretär des britischen Kriegskabinetts (War Cabinet). Darüber hinaus amtierte er als Sekretär des imperialen Kriegskabinetts (Imperial War Cabinet), in welchem die Repräsentanten der Regierungen der britischen Kolonien und Dominions als eine Art empire-umspannendes Pendant zum rein britischen Kriegskabinett vertreten waren. In dieser Funktion erarbeitete Hankey sich den Ruf eines hochkompetenten Organisators und Koordinators. Demgemäß wurde sein Sekretariat auch nach der Kabinettsreorganisation anlässlich des Kriegsendes 1919 in der bestehenden Form beibehalten wurde. Fortan firmierte er jedoch unter dem Titel des Kabinettssekretärs.

### Zwischenkriegszeit

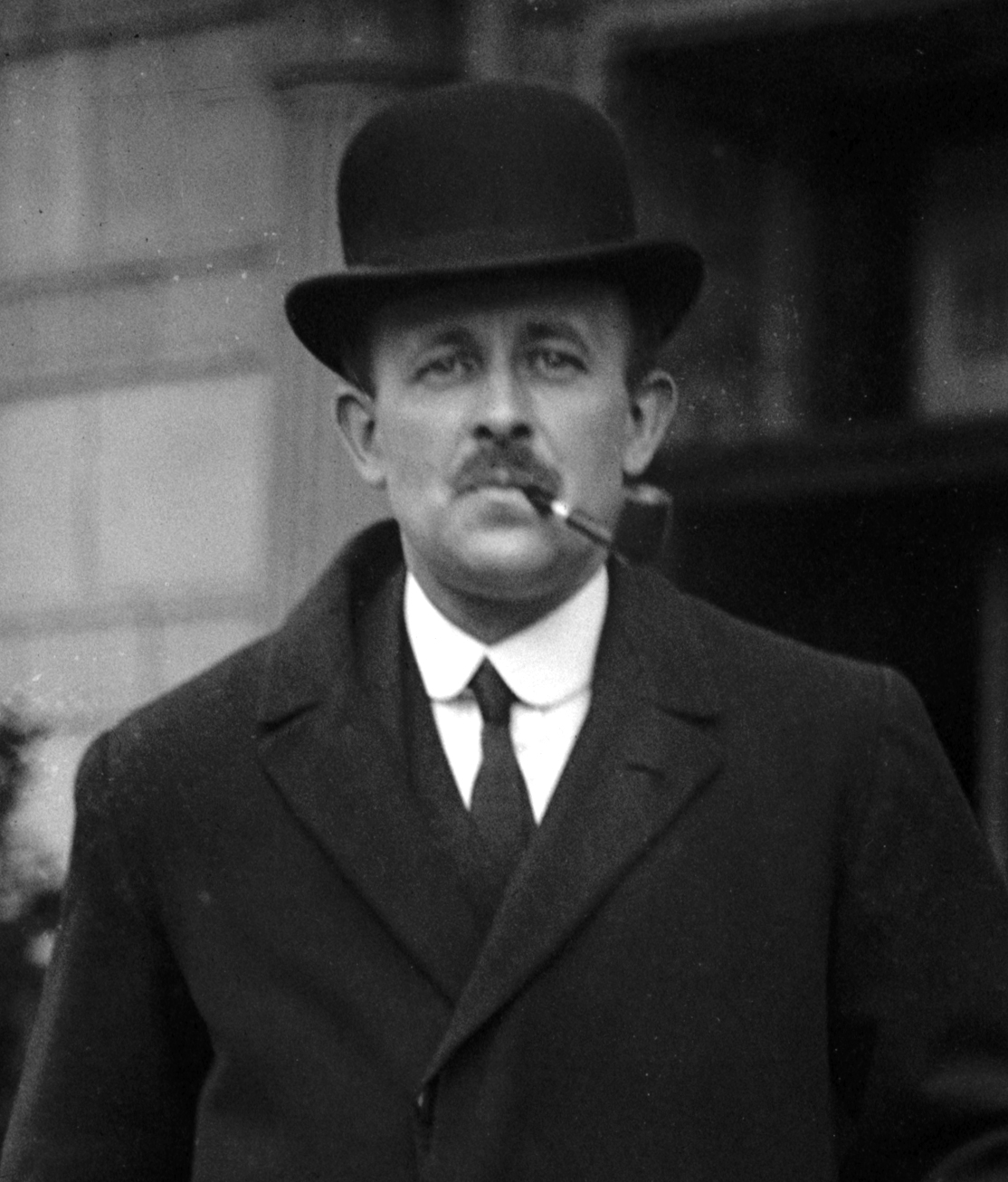
Maurice Hankey (1921)

1923 wurden Hankey Zuständigkeiten um das Amt des Büroleiters des Privy Council ergänzt. Während er dieses Amt innehatte, diente er vielfach als Sekretär der britischen Delegation bei internationalen Konferenzen und als Generalsekretär vieler empire-interner Konferenzen. Sein Amt übte er ununterbrochen unter den Premierministern David Lloyd George (1916–1922), Andrew Bonar Law (1922–1923), Stanley Baldwin (1923, 1924–1929 und 1935–1937), Ramsay MacDonald (1923–1924 und 1929–1935) und Arthur Neville Chamberlain (1937–1940) aus.
Im August 1938 zog sich Hankey aus der britischen Regierung zurück und wurde britischer Regierungsdirektor der Suez Canal Company. 
In Anerkennung seiner Verdienste wurde er im Dezember 1939 als Baron Hankey of the Chart in den Adelsstand erhoben.

### Zweiter Weltkrieg
Während des Zweiten Weltkrieges stand Hankey vielen britischen Ministern als Berater zur Seite, so riet er z. B. im August 1939 Arthur Neville Chamberlain zur Formierung eines Kriegskabinetts.
Im September berief Chamberlain Hankey trotz dessen Unbehagen in die Regierung, in welcher er zunächst als Minister ohne Geschäftsbereich und Mitglied des Kriegskabinetts amtierte. 
Im Mai 1940, als Winston Churchill Chamberlain als Premierminister nachfolgte, wurde Hankey mit dem wenig bedeutenden Kabinettsposten des Chancellor of the Duchy of Lancaster betraut. Aus dem engeren Kreis des Kriegskabinetts war er jedoch ausgeschlossen. Im Juli 1941 wurde Hankey zum Generalzahlmeister ernannt und 1942 schied er schließlich ganz aus der Regierung aus.
Den Titel des Baron Hankey vererbte er seinem Sohn Robert Hankey bei seinem Tode im Jahre 1963.

## Bedeutung für die historische Forschung
Für die geschichtliche Forschung sind vor allem Hankeys Memoiren aus der Zeit des Ersten Weltkrieges von Bedeutung, welche einen Einblick in die Kabinetts- und Regierungsstrukturen der Zeit vor 1914 ermöglichen und Rückschlüsse auf die Mentalität und das politische Kalkül sowie die außenpolitische Erwartungshaltung der damaligen britischen Regierung erlauben. Eine gewichtige Rolle spielen seine Aufzeichnungen zumal bei der Kontroverse um die Frage der Vermeidbarkeit des Ersten Weltkrieges (These des kollektiven Hereinschlitterns [Lloyd George] der europäischen Mächte in den Krieg).

## Schriften
Zu Hankeys Veröffentlichungen zählen: 
- Government Control in War, 1945
- Diplomacy by Conference, 1946
- Politics, trials and errors, 1950
- The Supreme Command, 1914–1918, 1961
- The supreme control at the Paris Peace Conference, 1919: A commentary, 1963

## Hintergrundliteratur
- John F. Naylor: A Man and an Institution: Sir Maurice Hankey, the Cabinet Secretariat and the Custody of Cabinet Secrecy, Cambridge, Cambridge University Press, 2009, ISBN 978-0-52109-3-477[1]